# Babülasz antiochiai pátriárka
Szent Babülasz (latinul: Babylas vagy Babyllus), (? – 253) antiochai püspök 237-től haláláig.
Zebinusz püspök utódaként lépett az antiochiai egyház élére 237-ben. III. Gordianus, Philippus Arabs és Decius római császárok alatt vezette az antiochiai keresztényeket. Életéből annyi ismeretes, hogy eltiltott egy császárt (talán Deciust?) a húsvéti Istentisztelettől. A császár börtönbe vetette és ott a kegyetlen bánásmódba belehalt a püspök. Halála előtt Babülasz azt kérte, hogy a láncaival temessék el – mint egyfajta vértanúi érdemjellel. Az 5. században Gallus császár a püspök ereklyéit Antiochia közelében lévő Daphnéba hozatta és ott egy Apolló szentélynél temettette el. Innen azonban Julianus Apostata eltávolíttatta a csontokat, amelyeket a keresztények Antiochiába vittek.
A keresztes háborúk idején Babülasz maradványait Cremonába vitték. Emlékét a katolikus egyház január 24.-én, az ortodox egyház szeptember 4.-én üli.